# Killing of a Nation (próxima película)
Killing of a Nation es una próxima película estadounidense de drama histórico, crimen y thriller, dirigida por Carlos Bolado, escrita por Jimena Gallardo y producida por Olga Segura. La cinta está protagonizada por Aml Ameen, O. T. Fagbenle, Jimmy Jean-Louis, Amaury Nolasco, Grace Van Dien, Jessica Lindsey, Jair Ordóñez, Ayoola Ayolola y Adrián Makala. 
La cinta está basada en los eventos reales ocurridos durante el asesinato de Jovenel Moïse el 7 de julio de 2021, el cual llevó a Haití a caer bajo una espiral de violencia.

## Sinopsis
La historia sigue a Anderson Toussaint (Ameen), un joven cabildero estadounidense de un fondo de inversión en Haití que se ve envuelto en una red de corrupción y luchas de poder después de obtener acceso al círculo íntimo del presidente Jovenel Moise. Los problemas políticos del país finalmente conducen al impactante asesinato de Moïse y el país se hunde aún más en el caos.

## Reparto
- Aml Ameen como Anderson Toussaint, un cabildero estadounidense trabajando en Haití, quien se ve envuelto en una intriga internacional.[1][2]
- Jimmy Jean-Louis como Jovenel Moïse, presidente de Haití desde 2017 hasta su asesinato en 2021.[1]
- O. T. Fagbenle[1][3]
- Amaury Nolasco[1]
- Grace Van Dien[1]
- Grainger Hines[1]
- Jessica Lindsey[1]
- Aïssa Maïga[1]
- Jair Ordóñez[1]
- Ayoola Ayolola[1][4]
- Adrián Makala como Raúl Almonte[1]
- Harding Junior como Bony / Emmanuel[1]
- Jean Jean como Jean-Bertrand Aristide
- Ivert Orobio como Stevenson
- Anthony Irdne

## Producción

### Desarrollo
La cinta fue escrita por Jimena Gallardo basándose en los eventos ocurridos el 7 de julio de 2021 tras el asesinato de Jovenel Moïse a manos de mercenarios colombianos, eventos que hundieron a Haití en una crisis política llena de violencia y disturbios. Los mexicanos Olga Segura, Carlos Bolado y Harold Sánchez producen la cinta. Edgar Bahena será el encargado de la fotografía. Esta cinta marcó la primera película hablada en inglés del director Carlos Bolado.

### Elenco
El 11 de julio de 2024 se reportó a través del sitio Deadline que el actor británico Aml Ameen protagonizaría una nueva cinta de crimen y thriller, que sería además el debut en Hollywood del director Carlos Bolado. Junto a Ameen se unieron O. T. Fagbenle, Jimmy Jean-Louis, Amaury Nolasco, Grace Van Dien, Grainger Hines, Jessica Lindsey, Aïssa Maïga, Jair Ordóñez, Adrián Makala y Ayoola Ayolola. Carla Hool fue la directora de casting para la película.

### Rodaje
La cinta fue filmada íntegramente en Panamá reemplazando a Haití. El rodaje se llevó a cabo en enero y terminó en junio de 2024, con el equipo listo para iniciar la posproducción.